# Canon de marine de 13,5 pouces BL Mk V
Le canon de marine de 13,5 pouces BL Mk V (en anglais BL 13,5 inch Mk V naval gun) est un canon naval britannique conçu au début du XXe siècle afin d'être monté sur les cuirassés et les croiseurs de bataille de la Royal Navy. Les premiers à en bénéficier sont les super-dreadnoughts de la classe Orion.

## Conception
À l'origine, le canon a pour désignation 12in A. Le premier est livré en novembre 1909 et les tests de tirs commencent le 19. Probablement afin de garder le secret sur son existence, aucune mention officielle d'un canon de 13,5 pouces Mk V n'est faite jusqu'en 1910 et son apparition dans les rapports du Board of Ordnance. Tout commence le 28 octobre 1908, lorsqu'une requête précise est faite à Vickers concernant la construction d'un canon de 13,5 pouces (343 mm) offrant la même vélocité à 8 000 yards (7 315 m) que le 12 pouces Mk X ; un premier projet est présenté le 3 décembre. D'un poids de 74,5 tonnes, il tire un projectile de 1 250 livres (567 kg) à 2 500 pieds par seconde (762 m/s). Le Board calcule alors qu'une vitesse de bouche de 2 550 pieds par seconde (777,24 m/s) est nécessaire afin de donner au canon la même portée effective que le canon de 12 pouces. Après quelques modification, des essais sont conduits ; les obus les plus efficaces se révèlent ceux ayant un rayon de courbure de 4 et 6, ceux de 8 manquant de précision.

## Production
Finalement, ce sont 206 canons qui sont produits, un modèle Mark V* étant envisagé puis abandonné ; Armstrong Whitworth en construit 49, Beardmore 10, COW 14, Vickers 53 et Woolwich 52. À l’élévation maximale de 20°, le canon a une portée de 23 820 yards (21 781 m) avec un obus de 1 250 livres (567 kg) et une portée de 23 740 yards (21 708 m) avec un obus de 1 400 livres (635 kg). Après que les navires sur lesquels ils sont installées ont été démolis, certains canons sont préservés. C'est ainsi que durant la Seconde Guerre mondiale, trois d'entre eux sont utilisés comme artillerie lourde sur voie ferrée vers Douvres, et trois autres sont réduits à un calibre de 8 pouces (203 mm) dans le cadre d'un programme de canon à haute vélocité.

## Utilisation
| Modèle    | Navires                                                           |
| --------- | ----------------------------------------------------------------- |
| Mark V(H) | Classe Orion, classe Lion                                         |
| Mark V(L) | Classe King George V, classe Iron Duke, HMS Queen Mary, HMS Tiger |